# Opération Printemps 2001
L'opération Printemps 2001 est une vaste opération policière menée le 28 mars 2001 au Québec et dans d'autres provinces canadiennes. Elle visait à démanteler le réseau criminel des Hells Angels et de leurs clubs affiliés, en lien avec des activités de gangstérisme, de trafic de stupéfiants et de meurtres. Cette opération est considérée comme l'une des plus importantes jamais menées contre le crime organisé au Canada.

## Contexte
Dans les années 1990, le Québec est marqué par une guerre sanglante entre les Hells Angels et leurs rivaux, notamment les Rock Machine. Ce conflit, motivé par le contrôle du trafic de stupéfiants, a causé la mort de 160 personnes, dont plusieurs victimes innocentes. Parmi ces dernières figure Daniel Desrochers, un enfant de 11 ans tué en 1995 lors d'un attentat à la bombe à Montréal, un événement qui a suscité une vive indignation et contribué à l'intensification de la lutte contre le crime organisé,.
Face à cette violence, les autorités mettent en place l'escouade Carcajou, un groupe d'enquêteurs de la Sûreté du Québec (SQ), du Service de police de la communauté urbaine de Montréal (SPCUM) et de la Gendarmerie royale du Canada (GRC). L'adoption de la loi antigang au Canada en 1997 donne aux forces de l'ordre de nouveaux outils juridiques pour lutter contre les organisations criminelles.

## Déroulement
Le 28 mars 2001, environ 2 000 policiers de 35 corps policiers différents effectuent simultanément 254 perquisitions dans 73 municipalités du Québec, ainsi qu'en Ontario et en Colombie-Britannique. Des arrestations sont également effectuées au Mexique et en Jamaïque avec l'aide d'Interpol. En tout, 142 personnes sont appréhendées, dont plusieurs figures importantes des Hells Angels, notamment des membres du chapitre des Nomads, dirigé par Maurice "Mom" Boucher.
L'opération repose sur plusieurs enquêtes menées en parallèle, notamment les projets Rush et Ocean. Le projet Rush vise à réunir des preuves contre les Nomads en lien avec des meurtres et des attaques contre des agents du système judiciaire. Le projet Ocean, quant à lui, documente les mécanismes de distribution de la cocaïne et du hachisch sous le contrôle des Hells Angels au Québec.

## Conséquences judiciaires
L'opération donne lieu à plusieurs mégaprocès, qui exigent la construction d'un palais de justice spécialement sécurisé, le Centre judiciaire Gouin, pour un coût de 16,5 millions de dollars. Parmi les 142 accusés, 42 le sont pour meurtre et 91 pour gangstérisme.
En 2002, des premières condamnations tombent dans le cadre du projet Rush. Des figures majeures des Hells Angels, comme Michel Rose et Walter Stadnick, sont jugées coupables de gangstérisme et de trafic de drogue. Certains accusés, comme David Carrol, restent en fuite,.
L'opération est largement considérée comme un succès sur le plan judiciaire, établissant un précédent pour les enquêtes contre le crime organisé au Canada. Elle permet de neutraliser les Nomads et de condamner un grand nombre de motards criminalisés,.
Cependant, malgré l'affaiblissement temporaire des Hells Angels, ces derniers se restructurent progressivement. Vingt ans après l'opération, ils restent dominants au Québec, ayant adopté des stratégies plus discrètes et déléguant le trafic de stupéfiants à des clubs subalternes.
Le succès initial de Printemps 2001 ne se répète pas avec l'opération SharQc en 2009, une autre vaste enquête visant à éradiquer les Hells Angels, mais qui échoue en raison de délais judiciaires et de l'abandon des poursuites contre plusieurs accusés.